# Боціян Сергій Григорович
Сергій Григорович Боціян — український військовик, полковник.

## Нагороди
- Орден Данила Галицького (4.08.2017)[1]